# 天主教奇克拉約教區
天主教奇克拉約教區（拉丁語：Dioecesis Chiclayensis）是秘魯一個羅馬天主教教區，屬皮烏拉總教區。
教區成立於1956年12月17日，包括蘭巴耶克大區和卡哈馬卡大區的聖克魯斯省。2006年有教友1,115,000人（佔轄區總人口91.5%）、四十七個堂區、109名司鐸。現任教區主教為赫蘇斯·莫林·拉瓦爾特。